# شيب آن ديل ريسكو رينجرز 2
شيب آن ديل ريسكو رينجرز 2 (بالإنجليزية: Chip 'n Dale Rescue Rangers 2)‏ (باليابانية: チップとデールの大作戦2) ، هي لعبة إلكترونية من نوع منصات، أنتجها كابكوم عام 1993م بترخيص من والت ديزني.

## وصلات خارجية
- Chip 'n Dale Rescue Rangers 2 على موقع غيم فاكس
- Chip 'n Dale Rescue Rangers 2 at موبي جيمز

لم يتم العثور على روابط لمواقع التواصل الاجتماعي.